# Bariera energochłonna

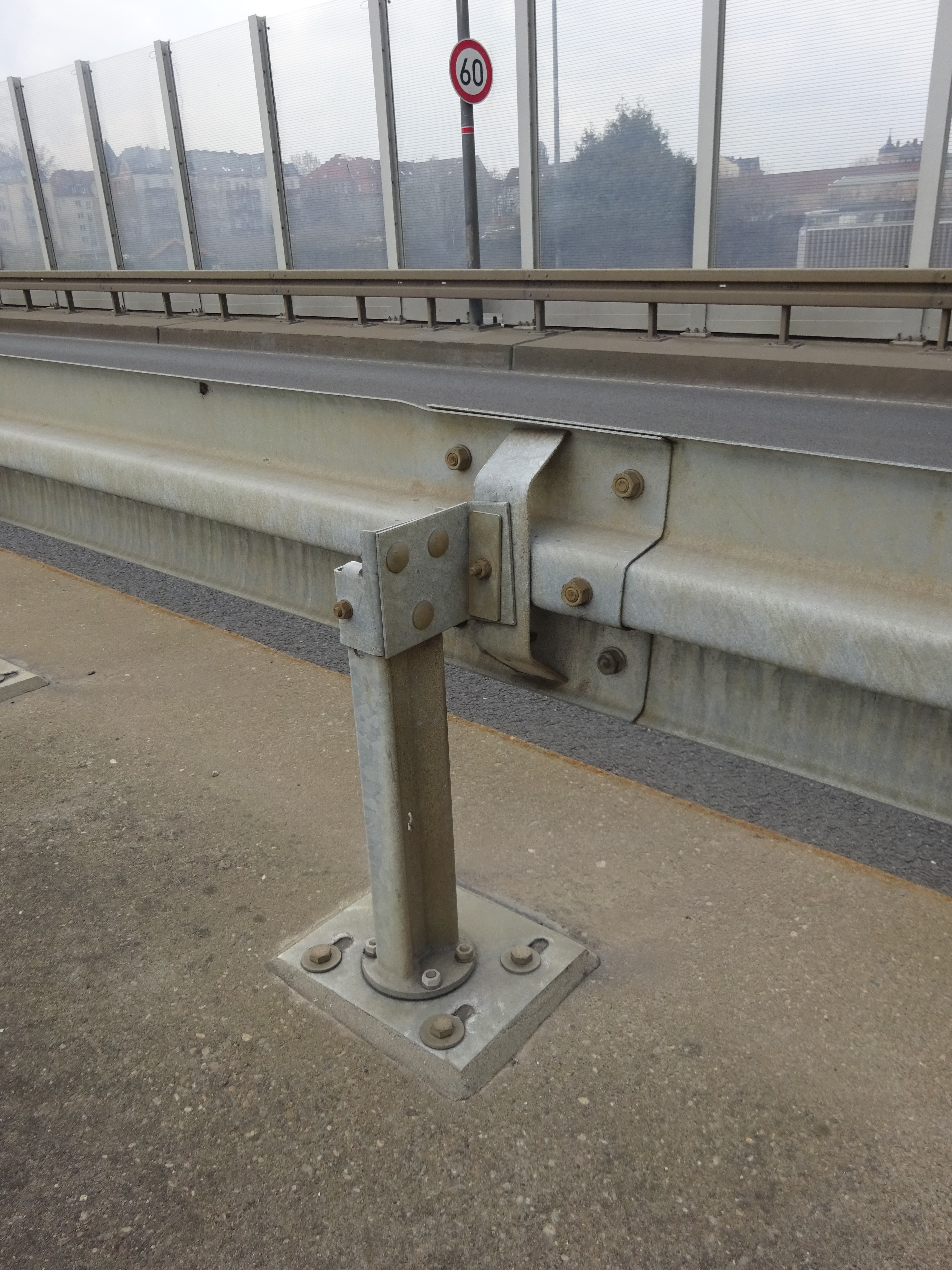
Standardowa bariera energochłonna.

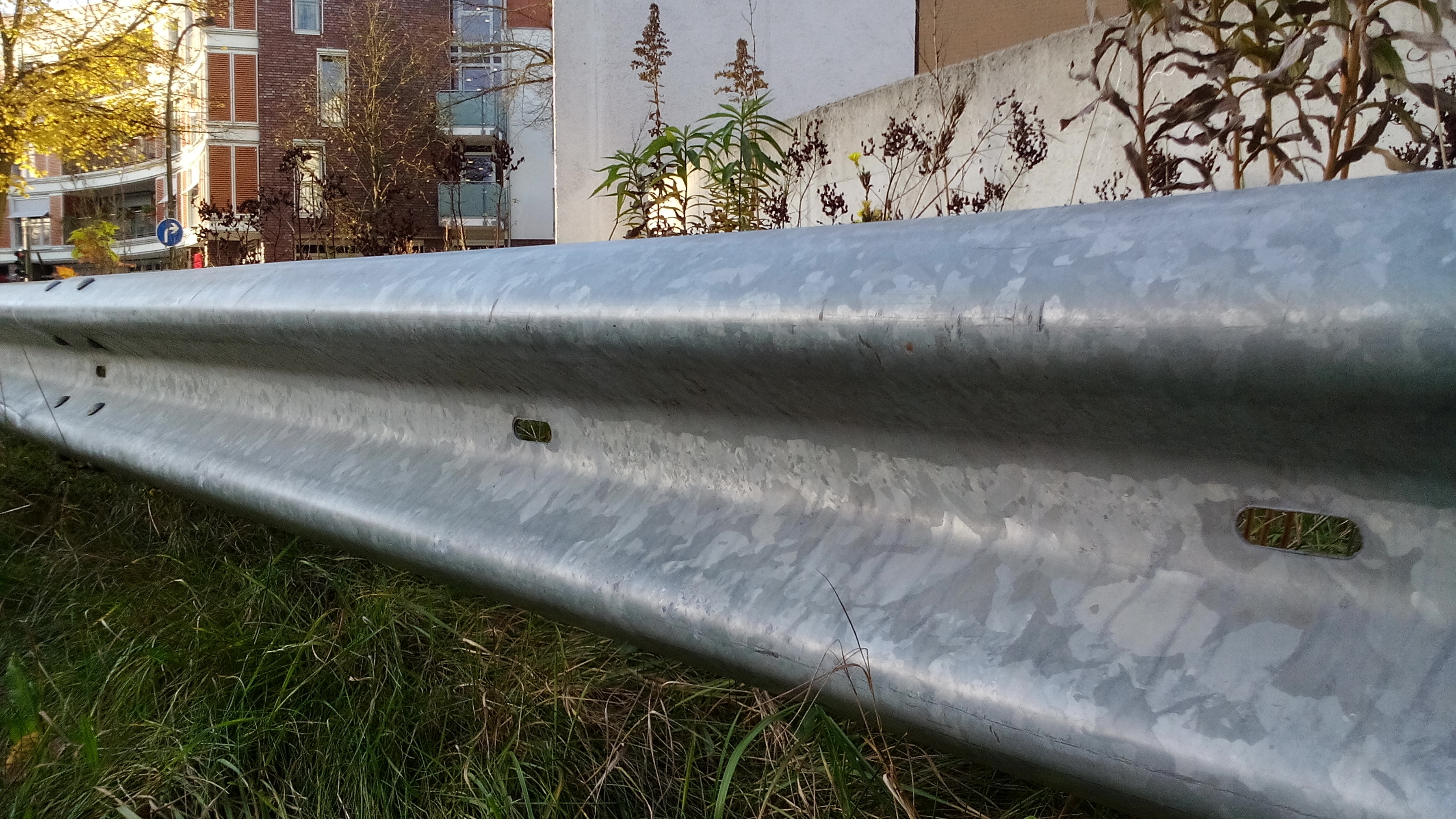
Stalowa bariera ochronna profilu A.

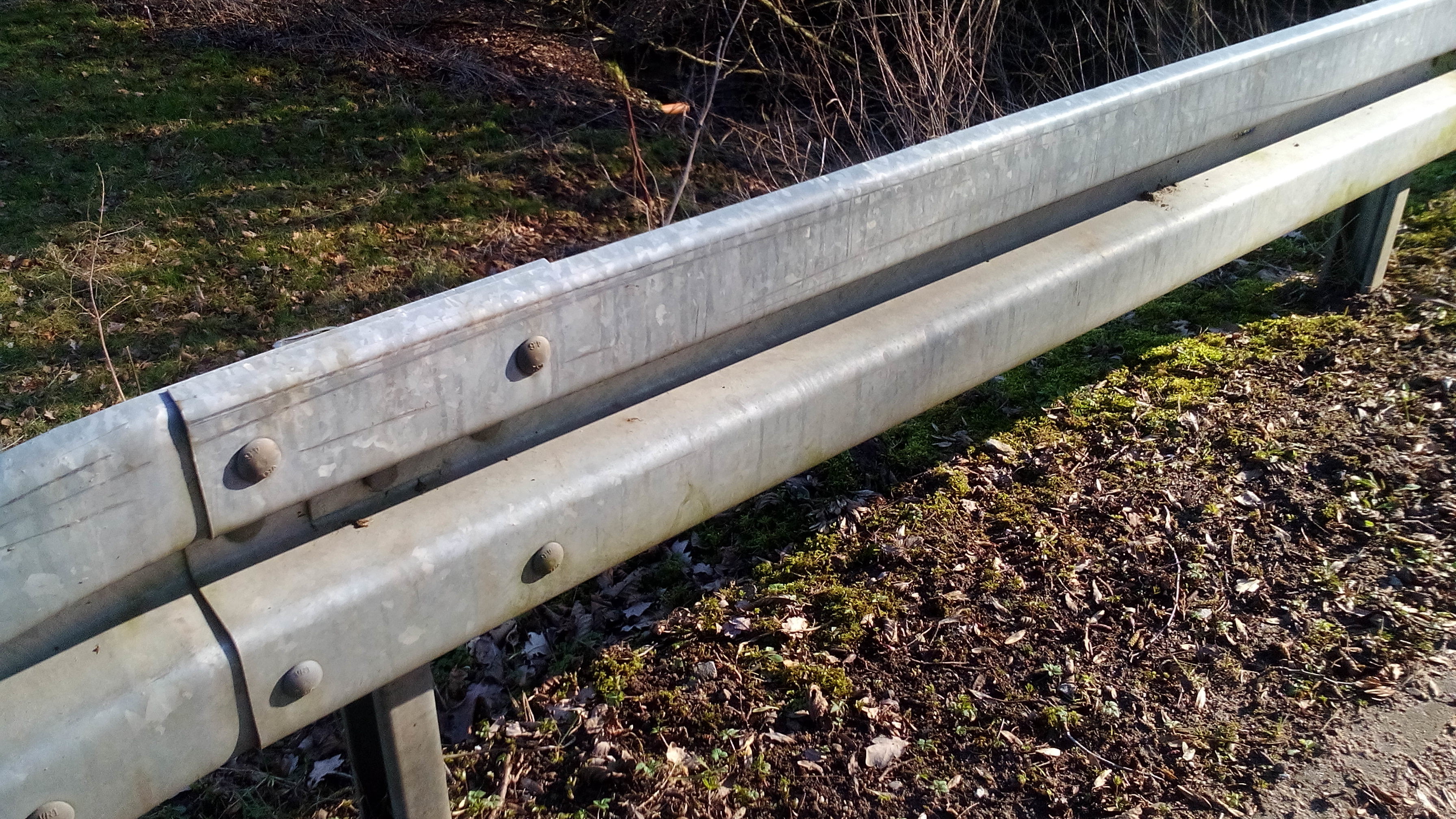
Stalowa bariera ochronna profilu B.

Bariera energochłonna (właściwie drogowa bariera ochronna) – urządzenie bezpieczeństwa ruchu drogowego stosowane w celu fizycznego zapobieżenia zjechaniu pojazdu z drogi w miejscach, gdzie jest to niebezpieczne, wyjechaniu pojazdu poza koronę drogi, przejechaniu pojazdu na jezdnię przeznaczoną dla przeciwnego kierunku ruchu lub niedopuszczenia do powstania kolizji pojazdu z obiektami lub przeszkodami stałymi znajdującymi się w pobliżu jezdni. Stosowanie drogowych barier ochronnych dopuszczalne jest tylko wtedy i w takich miejscach, w których przewidywane skutki wypadków będą poważniejsze niż skutki najechania pojazdu na barierę.
Drogowe bariery ochronne są najczęściej montowane na:
- drogach o przeciwległych kierunkach jazdy (np. na autostradach i drogach ekspresowych),
- mostach,
- drogach górskich.

Podział drogowych barier ochronnych ze względu na materiał:
- metalowe (stalowe) U-14a,
- betonowe U-14b,
- stalowo-betonowe U-14c,
- stalowe linowe U-14d,
- z tworzyw sztucznych U-14e, wypełniane piaskiem lub wodą – do zabezpieczeń tymczasowych.

Podział drogowych barier ochronnych ze względu na funkcję:
- skrajne – umieszczane przy krawędzi jezdni, korony drogi lub drogowego obiektu inżynierskiego,
- dzielące – umieszczane na pasie dzielącym drogi dwujezdniowej lub bocznym pasie dzielącym,
- osłonowe – umieszczane między jezdnią a obiektami lub przeszkodami stałymi znajdującymi się w pobliżu jezdni.

Podział drogowych barier ochronnych ze względu na odkształcenie w czasie kolizji:
- sztywne – odkształcanie jest równe lub bliskie zeru,
- wzmocnione – odkształcenie do 0,85 m,
- podatne drogowe bariery ochronne – odkształcenie od 0,6 m do 3,5 m.

Bariery energochłonne przejmujące energię uderzenia pojazdu są zwykle zaprojektowane w taki sposób, by samochód po uderzeniu w nie „wrócił” na drogę. Osiągane jest to zwykle dzięki podporom, które są w stanie zatrzymać zderzenie; jednakże w niektórych przypadkach bariery takie po uderzeniu w nie na skutek wadliwej konstrukcji przechylają się i załamują, nie spełniając tym samym swojej roli. Tradycyjne bariery mogą być również potencjalnym niebezpieczeństwem dla motocyklistów którzy przy zderzeniu z barierą najczęściej nie mają szans na przeżycie m.in. z powodu szatkownic – najczęściej metalowych podpór podtrzymujących bariery. By zapobiegać wypadnięciu z drogi ciężkim pojazdom, od lat 90. XX wieku zaczęto rozwijać bardziej stabilne systemy barier energochłonnych. Bariery takie są w stanie zatrzymać pojazdy o masie do 40 ton.
Badanie barier energochłonnych w sposób zapewniający jak największe bezpieczeństwo opisuje norma PN-EN 1317 pt.: „Systemy ograniczające drogę” (części 1-5). Opisuje ona sposób przeprowadzania testów badających takie parametry bariery jak:
- poziom powstrzymywania (np. N1; H2 itp.) mówiący o tym jaki rodzaj samochodu jest w stanie powstrzymać badana bariera
- poziom intensywności zderzenia (decyduje o tym czy pasażerowie małych samochodów mają szanse przeżyć uderzenie w barierę). Niespełnienie tego kryterium eliminuje badaną barierę
- szerokość pracująca (opisuje ilość miejsca jaką badana bariera zajmuje w momencie uderzenia w nią - razem z jej deformacją po uderzeniu pojazdu). Określana jest za pomocą indeksu W. Z parametrem tym związane są jeszcze takie parametry jak: ślad kół pojazdu (ważne dla obiektów inżynierskich), ugięcie dynamiczne oraz współczynnik VI (ważne dla planowania barier za którymi znajdują się przeszkody sztywne)[potrzebny przypis].

Polska wersja tej normy z sierpnia 2001 r. opisująca, w sposób zgodny z aktualnym stanem wiedzy technicznej, testowanie przydatności badanych barier w budownictwie drogowym nie jest dotychczas stosowana przez zarządzających polskimi drogami. Od kwietnia 2010 r. przepisy polskie stosują terminy opisujące bariery ochronne zgodne z PN-EN 1317. Do 2012 r. tylko niewielka ilość barier ochronnych ustawianych na nowo budowanych drogach i obiektach inżynierskich odpowiada wymaganiom sprawdzanym w normie PN-EN 1317. Powoduje to, że drogi te już w momencie ich oddania do użytku są technicznie przestarzałe.
W stalowych barierach ochronnych występują dwa profile belek:
- Profil A o falistym przekroju poprzecznym – pierwszy profil poręczy, opracowany w 1933 r. przez firmę Sheffield Steel Corporation w Kansas w USA, którą następnie przejęło ARMCO (American Rolling Mill Company). Instalowany w większości państw europejskich;
- Profil B o kątowym przekroju poprzecznym – modyfikacja profilu A, opracowana przez Bethlehem Steel pod nazwą „Bethlehem Safety-Beam“. Instalowany głównie w: Polsce, Chorwacji, Danii, Izraelu, Turcji i wschodnich krajach związkowych Niemiec.